# リベンジ (1990年の映画)
『リベンジ』（英: Revenge）は、1990年のアメリカ映画。ジム・ハリソンの同名小説の映画化である。

## ストーリー
アメリカ海軍のパイロットであるコクランは、退役後、メキシコに住んでいるかつての上官のティブロンのもとを訪れ、そこでバカンスを過ごすことにした。ティブロンの妻のミリエアは若くて美しく、やがてコクランと恋に落ちる。だが、二人の裏切りに気付いたティブロンは手下と共にコクランを襲い、ミリエアを引き離してしまう。半殺しにされながらも回復したコクランは、ティブロンたちへの復讐を誓う。

## キャスト
| 役名                         | 俳優                     | 日本語吹き替え | 日本語吹き替え |
| 役名                         | 俳優                     | VHS版          | テレビ朝日版   |
| ---------------------------- | ------------------------ | -------------- | -------------- |
| J・コクラン                  | ケビン・コスナー         | 磯部勉         | 津嘉山正種     |
| ティブロン“ティビー”メンデス | アンソニー・クイン       | 小松方正       | 北村和夫       |
| ミリエア・メンデス           | マデリーン・ストウ       | よこざわけい子 | 高島雅羅       |
| アマドール                   | ミゲル・フェラー         | 大塚明夫       | 安原義人       |
| ロック・シンガー             | サリー・カークランド     | 小宮和枝       | 藤田淑子       |
| イグナチオ                   | ジョン・レグイザモ       |                |                |
| セザー                       | トーマス・ミリアン       | 渡部猛         | 筈見純         |
| マウロ                       | ホアキン・マルティネス   | 小島敏彦       | 佐古正人       |
| テキサス人                   | ジェームズ・ギャモン     | 藤本譲         | 飯塚昭三       |
| イバラ                       | ジョー・サントス         | 中庸助         | 坂口芳貞       |
| ディアズ                     | クリストファー・デ・オニ | 目黒光祐       | 田中康郎       |
| マデロ                       | ジョシー・コーティ       | 稲葉実         | 糸博           |
| ラモン                       | ルイス・デ・イカーサ     | 堀之紀         | 福田信昭       |
| バローネ                     | クラウディオ・ブルック   | 有本欽隆       | 田原アルノ     |

- テレビ朝日版 - 初放送1991年10月20日 『日曜洋画劇場』

## 評価
レビュー・アグリゲーターのRotten Tomatoesでは18件のレビューで支持率は33%、平均点は4.40/10となった。Metacriticでは23件のレビューを基に加重平均値が35/100となった。